# 모나코 올림픽 위원회
모나코 올림픽 위원회(프랑스어: Comité Olympique Monégasque)는 모나코의 국가 올림픽 위원회이다. IOC 코드는 MON이다. 본부는 퐁비에유에 있으며 유럽 올림픽 위원회에 소속되어 있다.
1907년에 설립되었으며 1953년에 국제 올림픽 위원회의 승인을 받았다. 올림픽, 유러피언 게임, 유럽 소국 경기 대회를 비롯한 국제 스포츠 대회에 참가하는 모나코의 선수들을 대표한다.

## 같이 보기
- 올림픽 모나코 선수단